# Frohna
Frohna (Aussprache: /ˈfroʊnə/) ist eine City im Perry County im Bundesstaat Missouri in den Vereinigten Staaten. Das U.S. Census Bureau hat bei der Volkszählung 2020 eine Einwohnerzahl von 245 ermittelt. Die Stadt gehört zum Brazeau Township.

## Lage
Frohna liegt im Osten von Missouri in der Nähe der Grenze zum Bundesstaat Illinois, rund 24 Kilometer südwestlich von Perryville und ca. 120 Kilometer südlich von St. Louis. Der Ort liegt in der Nähe des Mississippi River.

## Geschichte

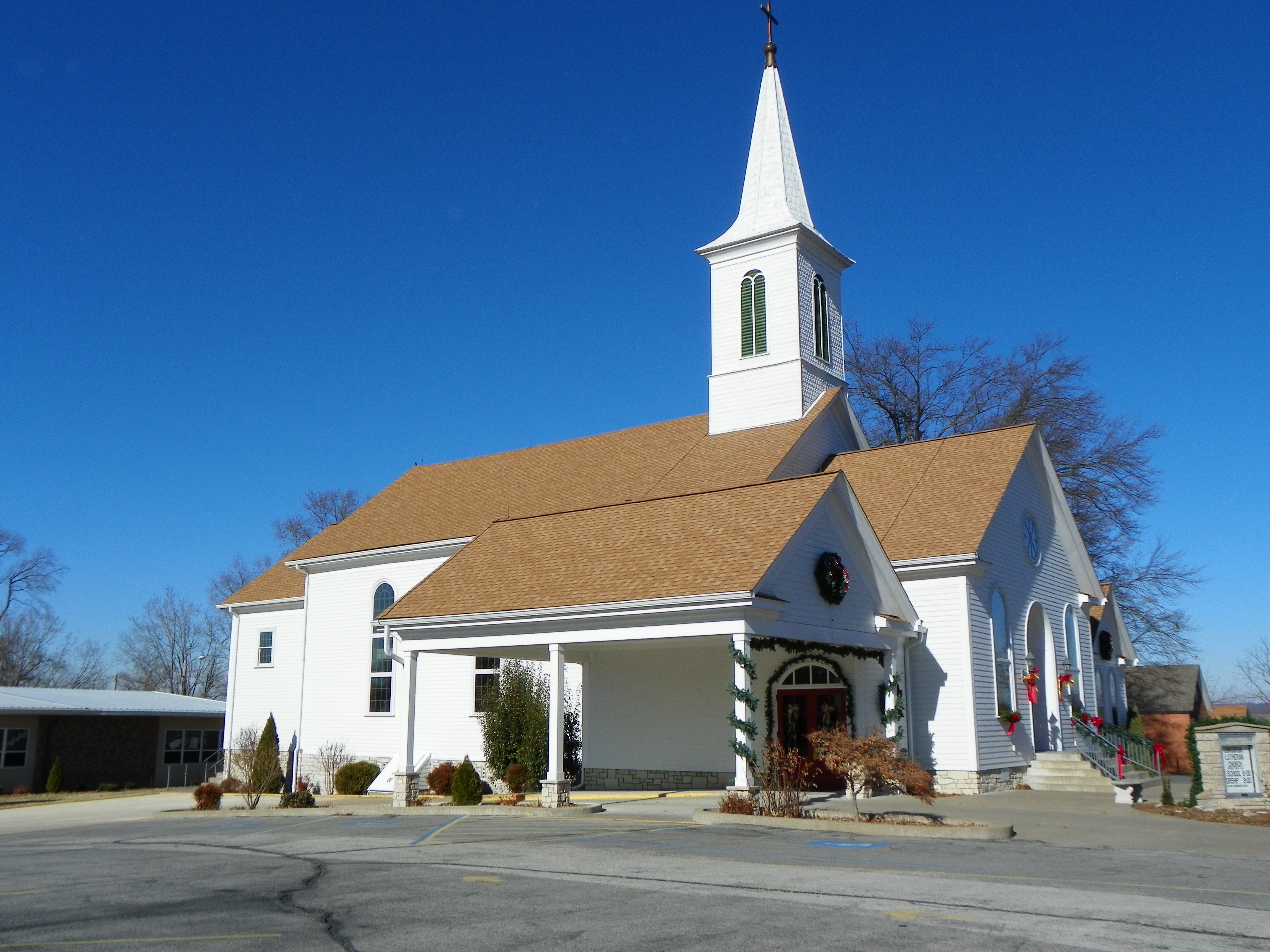
Concordia Lutheran Trinity Church

Die Stadt Frohna ist eine von sieben Städten, die 1839 von Siedlern aus dem Königreich Sachsen gegründet wurden. Die Siedler benannten die Städte nach Orten ihrer Heimatregion, der Name von Frohna ist von dem der Gemeinde Niederfrohna bei Chemnitz abgeleitet, wobei der Zusatz Nieder- aus dem Namen gestrichen wurde. Anfangs lebten 27 Familien in dem Dorf. Noch im selben Jahr richtete der Pastor Ernst Gerhard Wilhelm Keyl einen Raum für Gottesdienste in seinem Haus ein, bevor Frohna im Jahr 1843 ein Kirchengebäude erhielt. Neben der Kirche entstanden in der Kleinstadt zu Beginn der 1860er-Jahre eine Sägemühle und im Jahr 1865 ein Gemischtwarengeschäft. Im Jahr 1870 erhielt Frohna eine Poststelle des United States Postal Service. Die aktuelle Kirche von Frohna wurde 1874 gebaut.
Die ab 1847 von Christian A. Bergt betriebene Farm ist mit ihren in Blockbauweise errichteten Nebengebäuden bis heute erhalten und seit 1962 ein Teil des Saxon Lutheran Memorial, einem Baudenkmal im National Register of Historic Places.

## Bevölkerung

### Census 2010
Beim United States Census 2010 hatte Frohna 254 Einwohner, die sich auf 102 Haushalte und 74 Familien verteilten. 99,61 % der Einwohner waren Weiße und 0,38 % waren amerikanische Ureinwohner. In 63,7 % der Haushalte lebten verheiratete Paare, 7,8 % der Haushalte wurden von alleinstehenden Frauen und 1,0 % von alleinstehenden Männern bewohnt. In 34,3 % der Haushalte lebten Kinder unter 18 Jahren und in 13,7 % der Haushalte lebten Senioren über 65 Jahre.
Das Medianalter lag in Frohna bei 39,7 Jahren. 26,0 % der Bewohner waren zum Zeitpunkt der Volkszählung unter 18 Jahren alt, 7,1 % waren zwischen 18 und 24, 26,0 % zwischen 25 und 44, 24,0 % zwischen 45 und 65 und 16,9 % der Einwohner waren älter als 65 Jahre. 51,6 % der Einwohner waren männlich und 48,4 % weiblich.

### Census 2000
Beim United States Census 2000 lebten in Frohna 192 Einwohner in 84 Haushalten und 51 Familien. 99,48 % der Einwohner waren Weiße und 0,52 % waren mehrerer Abstammung. In 57,1 % der Haushalte lebten verheiratete Paare, in 26,2 % der Haushalte lebten Kinder unter 18 Jahren und in 17,9 % der Haushalte lebten Bewohner über 65 Jahren.
Zum Zeitpunkt der Volkszählung betrug das Medianeinkommen in Frohna pro Haushalt 41.635 US-Dollar und pro Familie 51.250 US-Dollar. Das durchschnittliche Pro-Kopf-Einkommen lag bei 17.400 US-Dollar. 1,8 % der Familien und 7,0 % der Einwohner von Frohna lebten unterhalb der Armutsgrenze, von diesen Bewohnern waren 8,0 % jünger als 18 Jahre und 22,0 % über 65 Jahre alt.

## Sehenswürdigkeiten

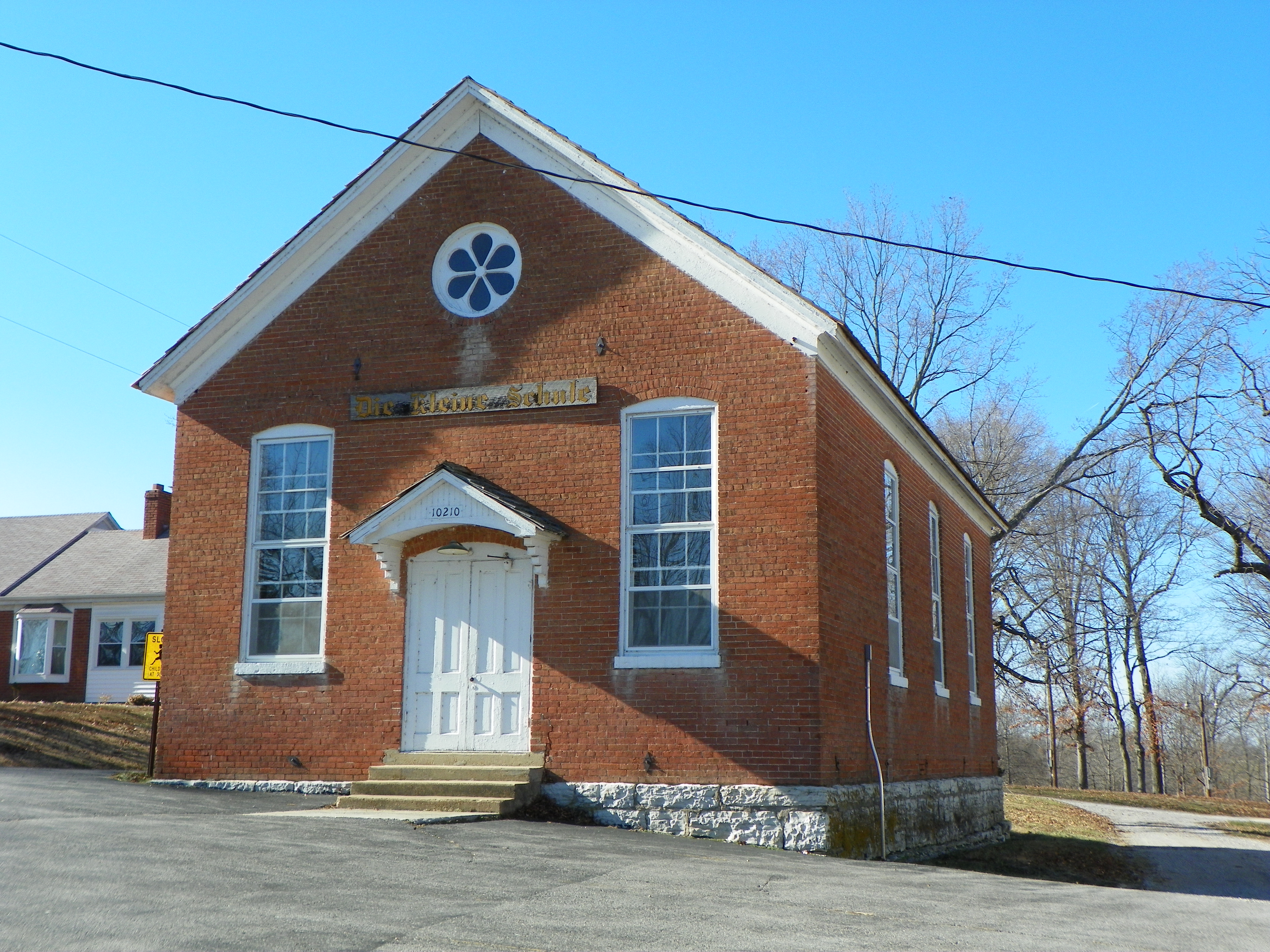
„Die Kleine Schule“

Die Christian A. Bergt Farm ist seit dem 10. Januar 1980 als bislang einziges historisches Gebäude von Frohna im National Register of Historic Places geführt. Das Gelände liegt östlich der Stadt und besteht aus mehreren Blockhäusern aus den 1820er- und 1840er-Jahren.
Eine weitere Sehenswürdigkeit ist ein als „Die Kleine Schule“ bezeichnetes, im Jahr 1898 errichtetes Gebäude, in dem nach dem Bau die Grundschule von Frohna untergebracht war. In der Schule wurde in deutscher Sprache unterrichtet. 1969 wurde die Schule geschlossen. Heute ist in dem Gebäude ein Museum untergebracht.

## Infrastruktur
Die nächste überregionale Straße von Frohna aus ist der U.S. Highway 63, der durch die elf Kilometer westlich gelegene Stadt Uniontown verläuft und Frohna mit Perryville und Jackson verbindet. 18 Kilometer südwestlich von Froha besteht ein Anschluss an den Interstate-Highway 55 nach St. Louis.
Frohna gehört zum Schulbezirk Altenburg Public Schools, die Kinder der Stadt besuchen die Grundschule (K–8) im Nachbarort Altenburg, weiterführende Schulen liegen in Perryville und in Oak Ridge.